# St. Peter und Paul (Ebenhofen)

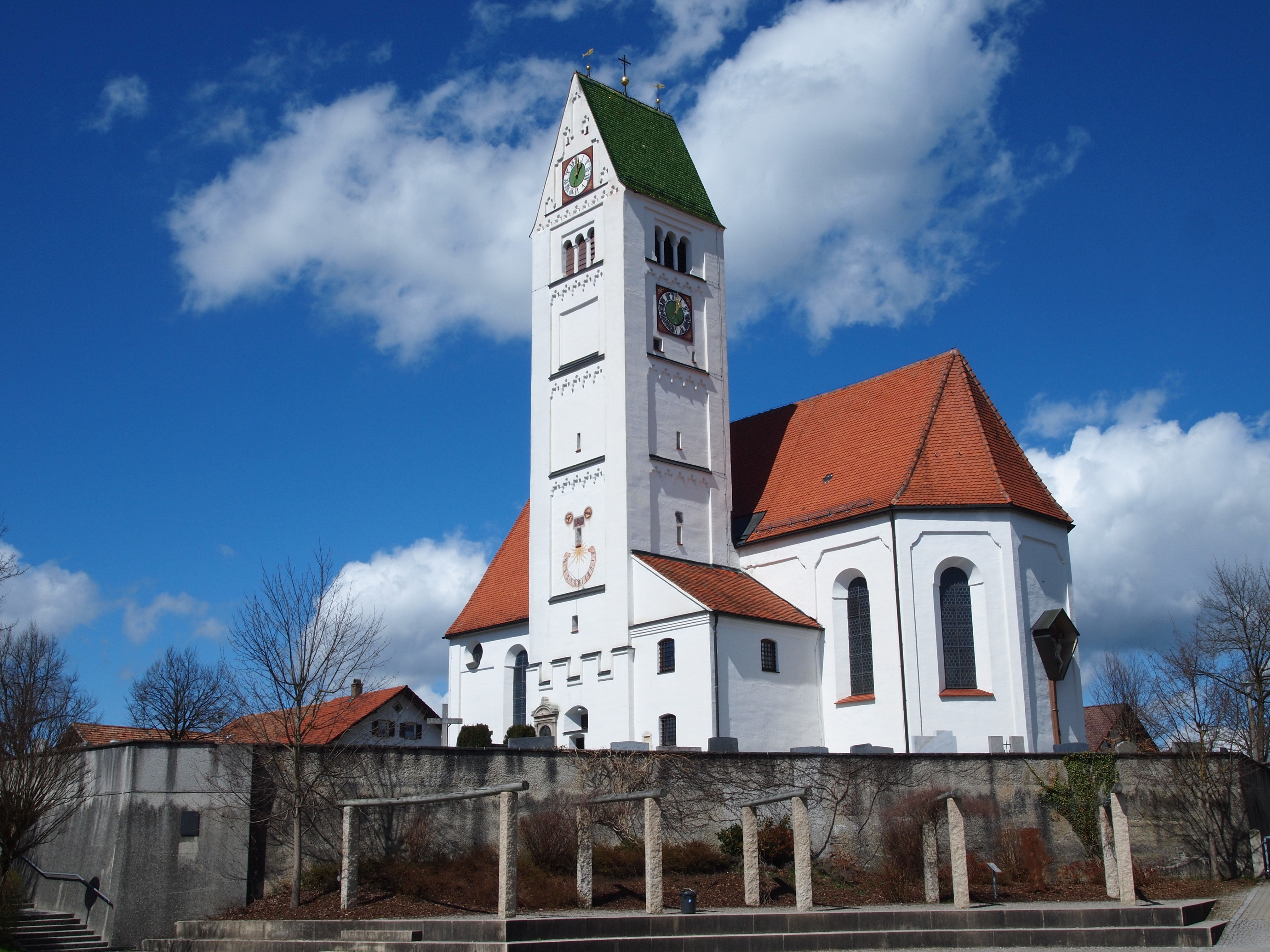
St. Peter und Paul in Ebenhofen

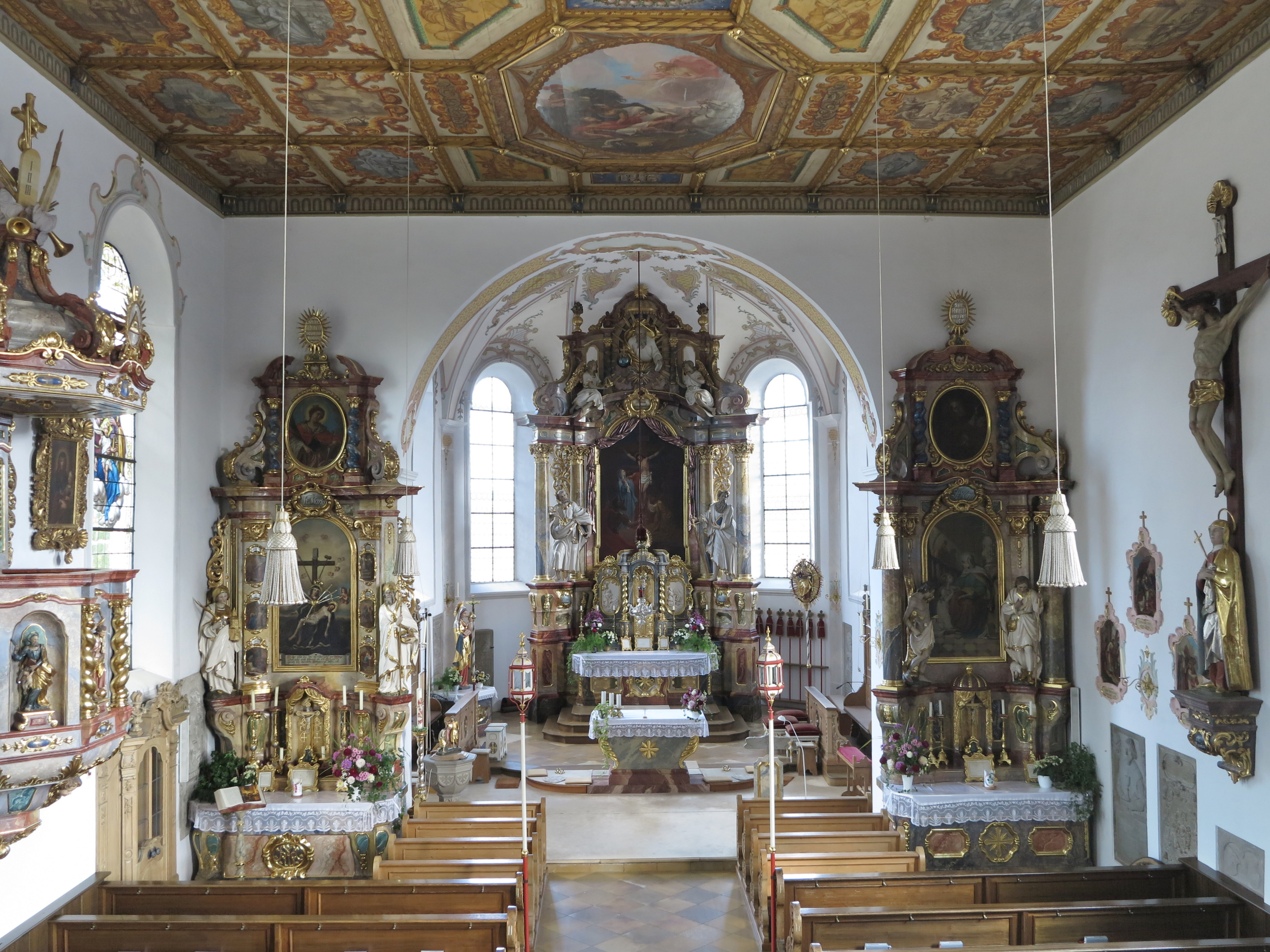
Blick zum Chor

Die römisch-katholische Pfarrkirche St. Peter und Paul steht in Ebenhofen, einem Gemeindeteil von Biessenhofen im schwäbischen Landkreis Ostallgäu in Bayern. Das Bauwerk ist in der Liste der Baudenkmäler in Biessenhofen als Baudenkmal unter der Nr. D-7-77-112-14 eingetragen. Die Pfarrei gehört zum Dekanat Kaufbeuren des Bistums Augsburg.

## Beschreibung
Die 1503 errichtete barocke Saalkirche besteht aus einem Langhaus, das 1692 umgestaltet wurde, einem eingezogenen, dreiseitig geschlossenen Chor im Osten, der 1699 erneuert wurde, einer 1756 errichteten Sakristei an der Südwand des Chors und einem 1490 errichteten Kirchturm in der Ecke der Südwand des Langhauses und der Westwand der Sakristei. Im obersten Geschoss des Kirchturms befindet sich hinter den als Triforien gestalteten Klangarkaden der Glockenstuhl, in dem vier Kirchenglocken hängen.
Der Innenraum des Langhauses, das im Westen eine zweistöckige Empore hat, ist mit einer Kassettendecke überspannt, die Tondi in der Decke erzählen Ereignisse aus dem Leben der beiden Kirchenpatrone Simon Petrus und Paulus von Tarsus. Der Chor hat ein Stichkappengewölbe. Die Statuen von Petrus und Paulus, die den Hochaltar mit einer Darstellung der drei Marien und Christus am Kreuz flankieren, wurde von Franz Ferdinand Ertinger geschaffen. Die Orgel wurde 1984 von Gerhard Schmid gebaut.